# Alix (gruppo musicale)
Alix è un gruppo musicale di rock psichedelico e stoner italiano.

## Storia
Gli ALiX sono un gruppo musicale italiano formatosi a Bologna nel 1995. Il loro stile musicale comprende generi come lo stoner rock, il garage rock ed il rock psichedelico, con testi sia in italiano che in inglese.
Nel 1997 esce il loro primo disco, ALiX, registrato da Gianluca Gadda al Gadda Studio di Bologna, seguito nel 1999 da Cuore In Bocca, registrato da Gregor Marini al Theater In Der Altstadt di Merano (BZ), entrambi autoprodotti. Nel secondo album sono presenti due testi scritti dallo scrittore Stefano Benni: Regina e Il killer. 
Nel 2000 vincono la prima edizione di RockrEvolution, un contest organizzato dall'associazione intitolata a Massimo Riva, il chitarrista di Vasco Rossi scomparso l'anno precedente, che si conclude con un concerto a Zocca dove la band premiata da Vasco si aggiudica la possibilità di suonare sul palco dell’Heineken Jammin’ Festival a Imola, in apertura a gruppi quali Muse, Guano Apes, Primal Scream e Rage Against the Machine.
Nel 2001 pubblicano l'EP Nessun brivido, registrato da Gregor Marini in un trullo in Puglia, con l'etichetta Edgar Music.
Nel 2004, per l’etichetta Go Down Records, pubblicano il quarto album, “Ground”, registrato al Red House Recording Studio da David Lenci. Lo stesso anno partono per un tour europeo con la band americana The Hidden Hand e successivamente con altre band della scena heavy/stoner internazionali tra le quali Pawnshop, Dozer, Debris Inc. e Place Of Skulls. 
Sempre nel 2004 contribuiscono alla realizzazione del CD La Pinguina Innamorata - Voci Diversamente Abili.
Nel 2005 il brano Ground viene inserito nella compilation Desert Sound - The Spaghetti Sessions vol. 1 e Out Of The Sighs entra a far parte della raccolta Various - Burn The Street Volume V. Lo stesso anno partecipano al concerto di solidarietà Indies for India al TPO di Bologna.
Nel 2008 esce il loro quinto album, Good One, registrato da Steve Albini presso il Red House Recording Studio di Senigallia. L’autrice della cover è Francesca Ghermandi.
Il brano The Sweet Smelling-Road viene inserito nella colonna sonora del film Bota Café. Lo stesso anno, I'll be Gone entra a far parte della compilation The Heavy Psych Italian Sounds. A giugno 2008 suonano allo Scandellara Rock, e a luglio si esibiscono al Giovinazzo Rock Festival.
Nel 2009 raggiungono gli Shellac in Olanda , aprendo i loro concerti al Paradiso di Amsterdam e al Vera Club di Groeningen. Lo stesso anno, il brano Without You viene inserito nella compilation Dal Profondo (Latlantide).
A giugno 2011 si esibiscono al festival Sun Valley in Rock, in Trentino.
Nel 2012, sempre su invito degli Shellac, partecipano al festival inglese All Tomorrow’s Parties insieme a band quali Neurosis, Shellac, Red Fang, Uzeda e altri.
Nel 2022 pubblicano “Last Dreamer” (Go Down Records), il loro sesto album, registrato nel 2021 da Luca Tacconi presso “Sotto Il Mare Recording Studio” e ultimato da Alice Albertazzi nel 2022. L’autore della cover è Paolo Massagli.

## Formazione
- Alice Albertazzi - voce
- Pippo De Palma - chitarra
- Gianfranco Romanelli - basso - dobro
- Fabrizio Luca - percussioni in ALiX
- Antonio Bondi - batteria in Cuore In Bocca e Nessun brivido
- Andrea Insulla - batteria in Ground, Good One, Last Dreamer

## Discografia

### Album in studio
- 1997 – Alix (Autoprodotto)
- 1999 – Cuore In Bocca (Autoprodotto)
- 2004 – Ground (Go Down Records)
- 2008 – Good One (TrebleLabel)
- 2022 - Last Dreamer (Go Down Records)

### EP
- 2001 – Nessun Brivido (Edgar Music)